# Палац Шарлоттенбург
Палац Шарлоттенбург, Замок Шарлоттенбург (нім. Schloss Charlottenburg) — один з найвишуканіших прикладів архітектури бароко в Німеччини. Розташований в однойменному районі Берліна. Палац був побудований за розпорядженням дружини Фрідріха I, королеви Софії Шарлотти. Спочатку палац мав назву Літценбург (нім. Lietzenburg) і був літньою резиденцією, але поступово розрісся в масивну споруду. Головний вхід до палацу має 48-метровий купол, увінчаний позолоченою статуєю Фортуни.

## Опис
У головному крилі палацу розташовуються апартаменти Фрідріха. Особливо цікавим є зал прийомів — величезне приміщення з високими склепіннями, нішами і барельєфами. У самому кінці західного крила знаходиться порцеляновий зал, що містить прекрасне зібрання китайської порцеляни.
У західному крилі палацу розташована Велика оранжерея, побудована в 1709—1712 рр.. Взимку в ній виставлялися рідкісні рослини, а влітку в її дворі проводилися святкові вистави. Зруйнована під час Другої світової війни, вона була повністю реконструйована і зараз служить місцем проведення урочистих вечорів та концертів.
Зі східного боку палацу розташовується літній будиночок в італійському стилі — павільйон Шинкеля (нім. Schinkel Pavillon). Карл Фрідріх Шинкель, провідний архітектор того часу, побудував цей будинок в 1825 р. Сьогодні тут знаходиться невеликий, але достойний відвідин музей, де виставлені малюнки та начерки художників початку 1800-х рр. Деякі замальовки були виконані самим Шинкелем.
В оформленні палацу брав участь скульптор Густав Герман Блезер, який створив мармурові бюсти Данте, Петрарки, Тассо й Аріосто.

## Галерея

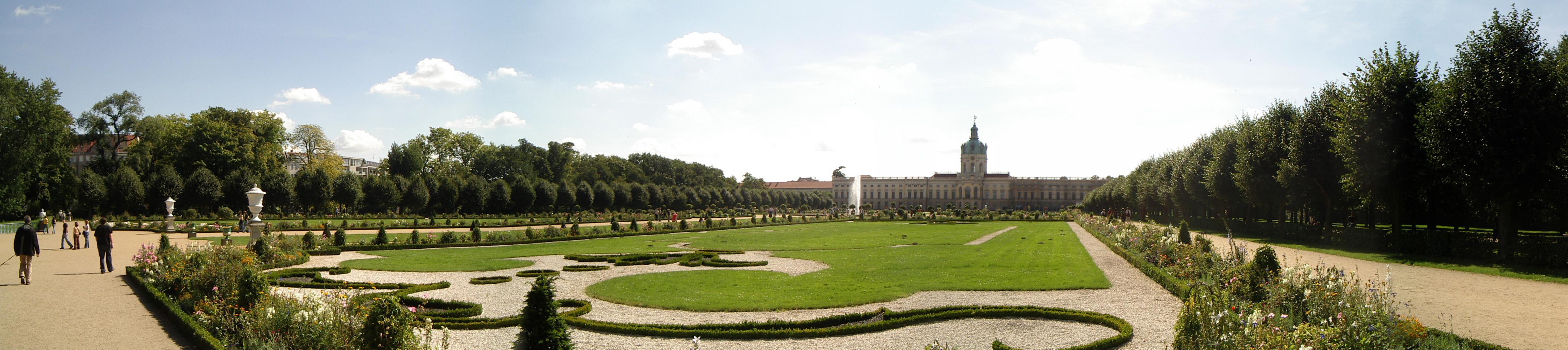
Сад Шарлоттенбург
Вид з боку водоймища